# Colpichthys
Colpichthys – rodzaj ryb z rodziny Atherinopsidae.

## Klasyfikacja
Gatunki zaliczane do tego rodzaju:
- Colpichthys hubbsi
- Colpichthys regis